# 수품항
수품항(水品港, Supum Fishing Port)은 전라남도 진도군 의신면 금갑리, 접도 섬에 있는 어항이다. 1991년 1월 1일 국가어항으로 지정되었으며, 관리청은 해양수산부 서해어업관리단, 시설관리자는 진도군수이다.

## 연혁
- 진도는 삼한시대 마한의 영토로서 백제시대 성왕 537년에 진도군으로 창설되었다. 그 후 통일신라시대를 거쳐 고려시대 재설군으로 되었다가 한때 옥주군으로 개칭되었고, 1914년에 7개 면으로 조정되었으며, 1984년 연륙되어 뭍으로 변했다.[1]
- 수품항은 항내가 북측으로 만입되어 있고 동측에는 본섬이 가로막혀 있어 태풍의 영향이 비교적 적으며 북서계절풍의 영향을 거의 받지 않는다. 또한 일찍부터 어민들의 생활 근거지로 발전되어 온 항으로 1992년 기본시설에 대한 계획을 수립하고 2001년 기본시설을 완료했다.[2]

## 어항구역
본 항의 어항구역은 다음과 같다.
- 수역: 목섬 정상에서 N45°W로 육지부와 연결한 점과 목섬 정상에서 S45°E 방향으로 170m 점(해상), 이점에서 정남으로 420m 점(해상)과 직각으로 육지부와 연결하는 선을 따라 형성된 공유수면[3]
- 육역: 전라남도 진도군 의신면 금갑리 665-2 외 14필지(상세내역은 생략)[4]